# ルツェルン祝祭管弦楽団
ルツェルン祝祭管弦楽団（ルツェルンしゅくさいかんげんがくだん、英語：Lucerne Festival Orchestra）は、スイスのルツェルンで開かれる「ルツェルン音楽祭・夏の音楽祭」において臨時編成されるオーケストラ。

## 概要
前身は、1938年にこの音楽祭のレジデント・オーケストラとして組織され、1990年代に中断した旧ルツェルン祝祭管弦楽団（スイス祝祭管弦楽団）である。その最初の演奏は、アルトゥーロ・トスカニーニの指揮の下で行われた。
このオーケストラは、長らくスイス国内からメンバーが集められていたが、2003年にクラウディオ・アバドがオーケストラの芸術監督に就任したのを期に、マーラー室内管弦楽団の団員を中核として、ベルリン・フィルハーモニー管弦楽団のメンバーや、ザビーネ・マイヤー、コーリャ・ブラッハー、マリオ・ブルネロ、ナターリヤ・グートマン、ハーゲン弦楽四重奏団やアルバン・ベルク弦楽四重奏団のメンバーなどが参加して新たに結成され、2006年10月には来日公演も行われた。日本人ハープ奏者の吉野直子も時々参加している。リッカルド・シャイーが音楽監督に就任して以降は団員の大幅な入れ替えが行われており、音楽監督の意向で各地から優秀な奏者を集めて組織する体制となっている。

## 歴代指揮者等
- クラウディオ・アバド
- リッカルド・シャイー（2016年 - ） - 音楽監督

## 録音
レコーディングは、アバドが指揮したマーラーの交響曲第2番と、ドビュッシー「海」、DVDでは同じくアバド指揮でマーラー交響曲シリーズなどがある。